# Onthophagus dellacasai
Onthophagus dellacasai är en skalbaggsart som beskrevs av Riccardo Pittino och Mario Mariani 1981. Onthophagus dellacasai ingår i släktet Onthophagus och familjen bladhorningar. Inga underarter finns listade i Catalogue of Life.